# Livin’ in a World Without You
Livin’ in a World Without You – pierwszy singel z płyty Black Roses – siódmego krążka fińskiego zespołu The Rasmus.

## Pozycje na listach
| Lista przebojów | Najwyższa pozycja |
| --------------- | ----------------- |
| Finlandia       | 1                 |
| Czechy          | 25                |
| Grecja          | 3                 |
| Polska          | 2                 |
| Meksyk          | 29                |
| Niemcy          | 14                |
| Austria         | 26                |
| Europa          | 21                |
| Szwajcaria      | 78                |
| Grecja          | 10                |
| Ukraina         | 6                 |
| Argentyna       | 39                |
| Australia       | 40                |
| Litwa           | 4                 |